# Boulevard Manuel Ávila Camacho

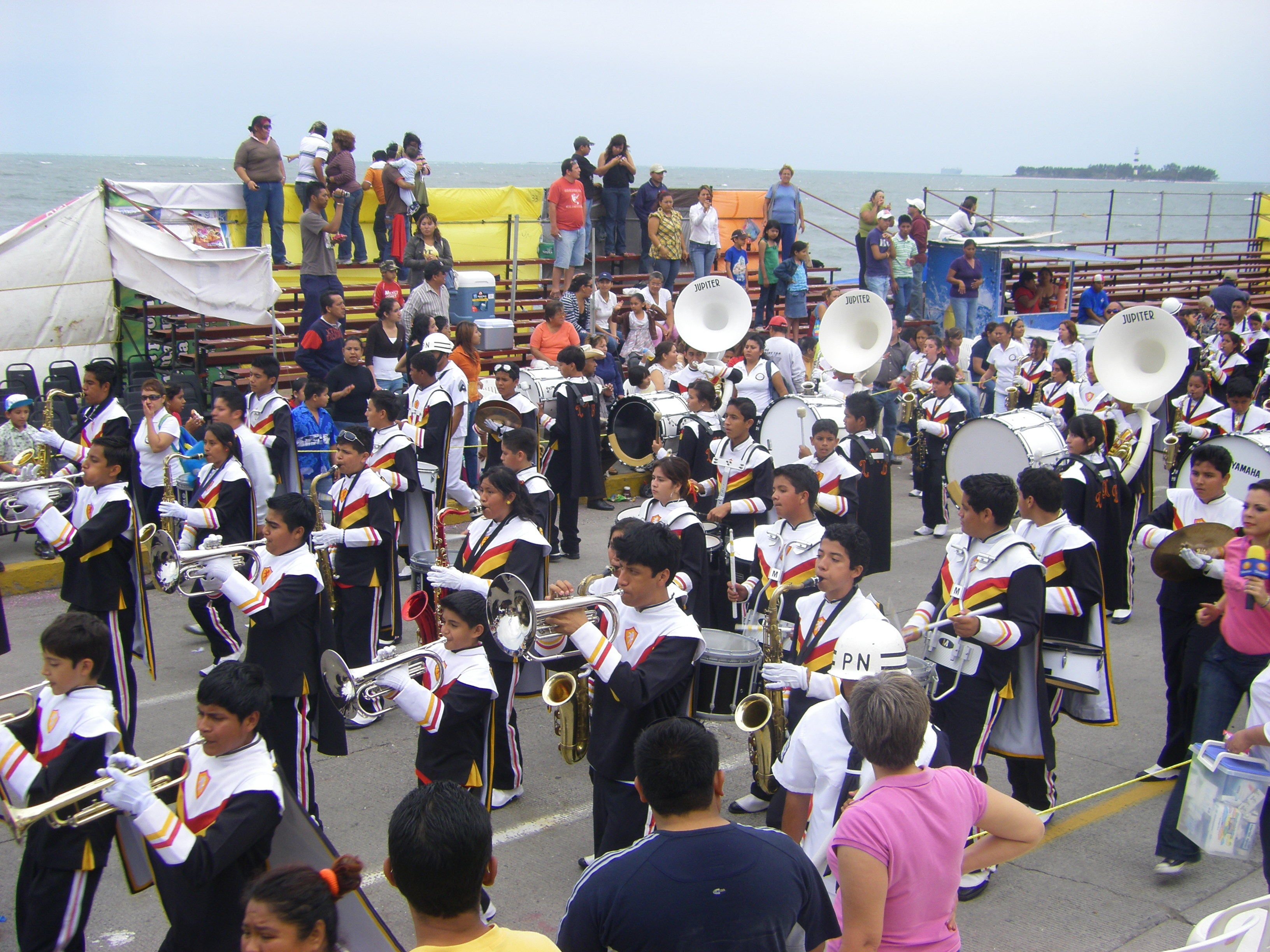
Karneval auf dem Blvd. Ávila Camacho

Der Boulevard Manuel Ávila Camacho ist eine der Hauptverkehrsstraßen der mexikanischen Hafenstadt Veracruz und die Hauptverbindungsstraße zwischen Veracruz und seinem südlich gelegenen Vorort Boca del Río. Benannt ist er nach Manuel Ávila Camacho (1897–1955), der zwischen 1940 und 1946 Präsident von Mexiko war. Ein ihm gewidmetes Denkmal befindet sich an der Abzweigung zum Boulevard Adolfo Ruiz Cortinez.

## Der Straßenverlauf
Die Straße beginnt an der calle Manuel Doblado, in unmittelbarer Nähe des Hafens von Veracruz, und führt an der Küste des Golfs von Mexiko entlang bis in die südlich von Veracruz gelegene Vorstadt Boca del Río, wo sie an der Plaza Las Américas endet.

## Attraktionen und Veranstaltungen

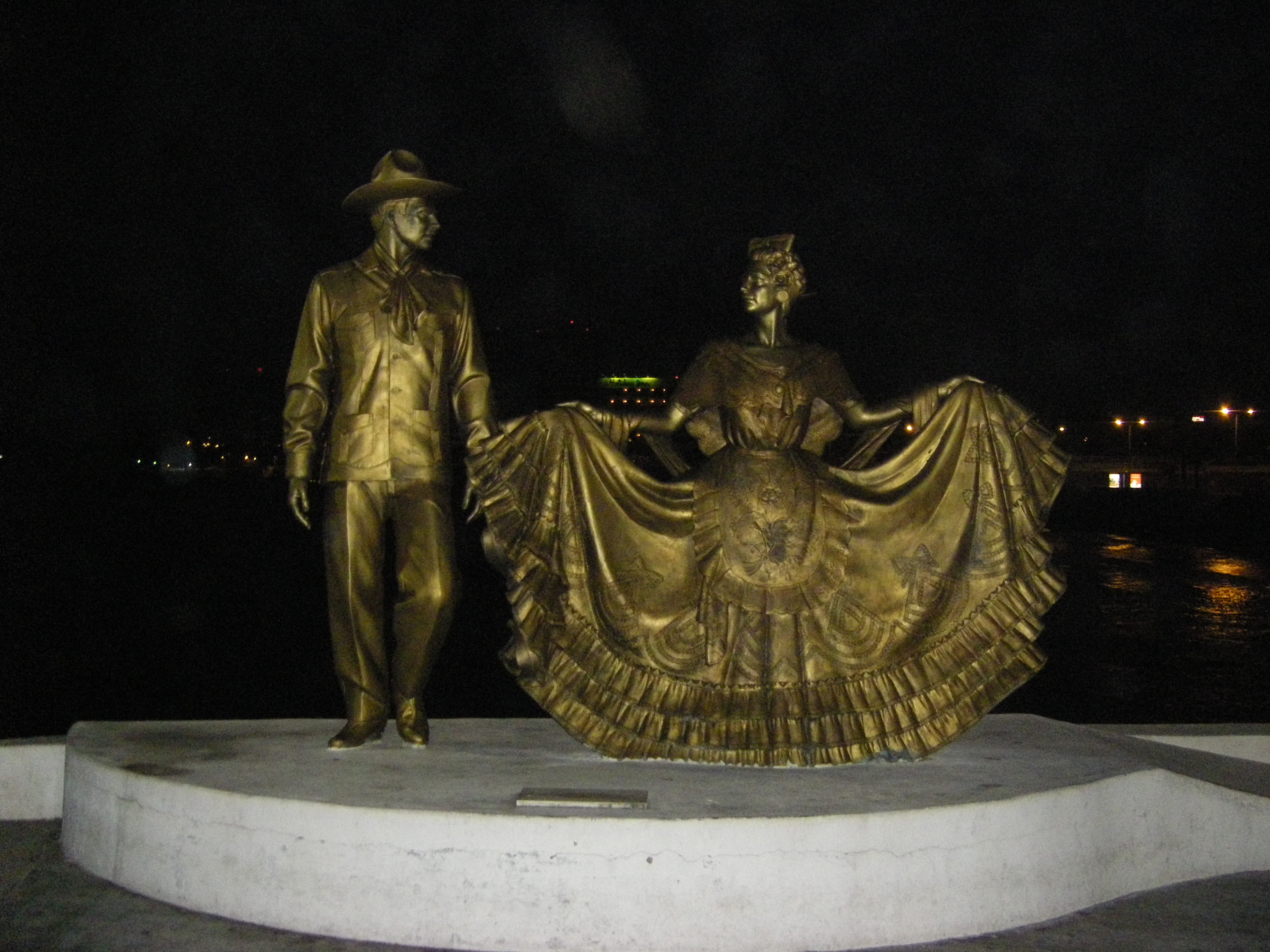
Eine von zahlreichen Skulpturen auf dem Blvd Manuel Ávila Camacho. Diese zeigt ein Paar beim traditionellen Tanz von Veracruz.

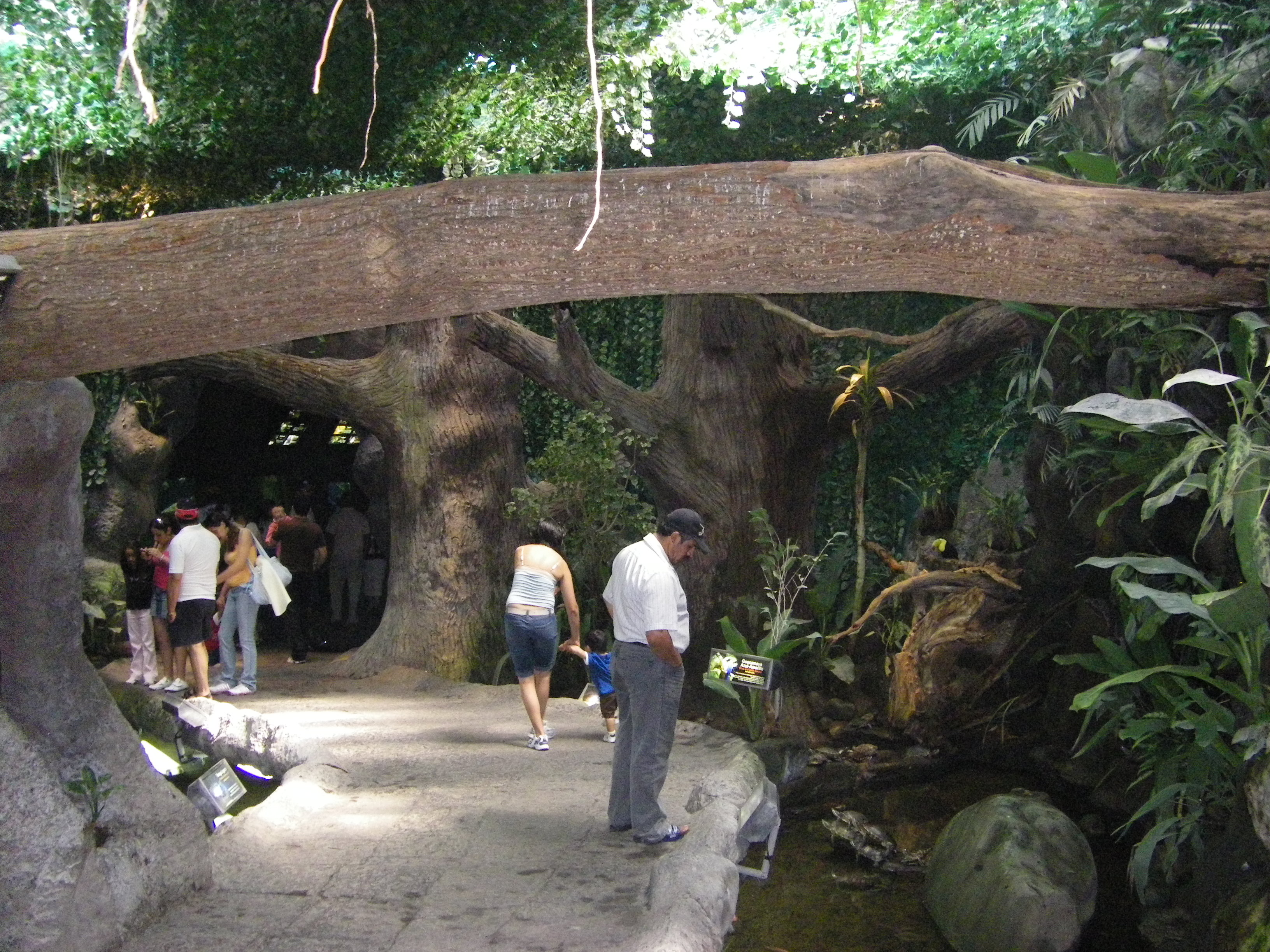
Im Aquarium von Veracruz

An der Straße liegen mehrere Strände, Hotels und Restaurants. Ferner befinden sich dort mehrere Denkmäler und das Acuario de Veracruz. 
Im Karneval von Veracruz kommt der Straße die Hauptrolle zu. Schließlich führen sämtliche Umzüge, die zwischen Karnevalssamstag und Karnevalsdienstag stattfinden, ausschließlich über den Boulevard Manuel Ávila Camacho. 
Koordinaten: 19° 9′ 37,5″ N, 96° 8′ 25″ W